# Hans Stöckli
Pour les articles homonymes, voir Stöckli.
Hans Stöckli, né le 12 avril 1952 à Wattenwil (originaire du même lieu), est un avocat et homme politique suisse du canton de Berne, membre du Parti socialiste.
Il siège au Conseil national de 2004 à 2011, puis au Conseil des États de 2011 à 2023.

## Biographie
Hans Stöckli naît le 12 avril 1952 à Wattenwil, dans l'arrondissement bernois de Thoune. Il en est également originaire.
Issu d'un milieu modeste, il étudie le droit et le journalisme à Berne et Neuchâtel. En 1978, il obtient un brevet d'avocat puis travaille d'abord dans un cabinet de Bienne. Il occupe ensuite, entre 1981 et 1990, la fonction de président du tribunal de Bienne et, par la suite celles de président du tribunal biennois responsable de la direction des affaires et de suppléant à la Cour suprême du canton de Berne. Comme juge, il acquitte en 1982 les jeunes filles de la grève des casseroles à Bienne.
Il a le grade d'appointé à l'armée.
Hans Stöckli est marié et père de trois enfants.

## Parcours politique
Il adhère au Parti socialiste en 1976.
En août 1979, il est élu au Conseil de ville (législatif) de Bienne. Il en est le plus jeune président de l'histoire en 1981.

### Maire de Bienne
Il devient conseiller municipal (exécutif) non permanent de ville de Bienne en janvier 1985, puis permanent en juillet 1990, en tant que directeur des finances et maire. Il est réélu en 1992, 1996, 2000, 2004 et 2008, avec 80 % des suffrages lors de sa dernière réélection. Il est notamment à la tête de la ville lors de l'Exposition nationale suisse de 2002 et contribue à en améliorer l'image et à la dynamiser, la repositionnant comme ville de la communication,,.
En 2010, il annonce qu'il quitte son mandat pour se consacrer davantage à ses fonctions nationales.

### Mandats cantonaux et fédéraux
Il siège au Grand Conseil du canton de Berne de mai 2002 à septembre 2004.
Après une candidature malheureuse en 1999,, il entre au Conseil national le 20 septembre 2004, en remplacement de Rudolf Strahm, puis est réélu en 2007 et 2011. Le 20 novembre 2011, il est élu au Conseil des États au deuxième tour en remplacement d'Adrian Amstutz et cède donc son siège au Conseil national.
À partir de 2018, il préside le comité de l'initiative populaire fédérale « Enfants sans tabac », qui est acceptée lors des votations fédérales du 13 février 2022. En 2022, l'Organisation mondiale de la santé lui décerne un prix de la Journée mondiale sans tabac.
En avril 2022, il annonce qu'il ne se présentera pas pour un nouveau mandat aux élections fédérales de 2023 et met ainsi un terme à sa carrière politique.